# Deutsche Prüfstelle für Rechnungslegung

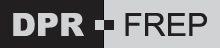
Vereinslogo

Die Deutsche Prüfstelle für Rechnungslegung DPR e. V. (abgekürzt: DPR) war eine 2005 eingerichtete Selbstregulierungsinstitution der  Privatwirtschaft zur Überwachung der Rechnungslegung kapitalmarktorientierter Unternehmen in Deutschland. Sie hatte ihren Sitz in Berlin. International trat die DPR unter dem englischen Namen Financial Reporting Enforcement Panel (FREP) auf. In journalistischen Texten wurde sie auch als „Bilanzpolizei“ bezeichnet, sie hatte jedoch keine hoheitlichen Befugnisse und war als privatrechtlicher Verein organisiert. Zum Jahresende 2021 stellte die DPR ihre operativen Tätigkeiten ein, denn seit dem 1. Januar 2022 besteht, nach dem Zusammenbruch von Wirecard und der darauf folgenden Kritik an der Finanzaufsicht in Deutschland, kein Staatsauftrag mehr. Seither ist allein die Bundesanstalt für Finanzdienstleistungsaufsicht (BaFin) für die Kontrolle von Bilanzen kapitalmarktorientierter Unternehmen verantwortlich.

## Geschichte
Der Verein wurde am 14. Mai 2004 von 15 Berufs- und Interessenvertretungen gegründet und am 10. September 2004 in das Vereinsregister des Amtsgerichts Charlottenburg eingetragen. Die Einrichtung nahm ihre Arbeit zum 1. Juli 2005 auf. Anlass für die Errichtung der Deutschen Prüfstelle für Rechnungslegung (DPR) war die öffentliche Kritik an fehlenden Prüfungsstrukturen im Zusammenhang mit Bilanzskandalen vorausgegangener Jahre (beispielsweise FlowTex, Comroad). Ihre Aufgaben wurden in den §§ 342b bis 342e des HGB beschrieben und bestanden in der Überwachung der Rechnungslegung kapitalmarktorientierter Unternehmen. Die Prüfstelle wurde nicht nur bei konkreten Anhaltspunkten für einen Verstoß gegen die Vorschriften zur Rechnungslegung tätig, sondern hatte auch ohne besonderen Anlass die Abschlüsse entsprechender Unternehmen stichprobenartig zu prüfen.
Die Kapitalgesellschaften arbeiteten im Prinzip auf freiwilliger Basis mit der Prüfstelle zusammen. Weigerte sich eine Aktiengesellschaft jedoch dieser Prüfung zuzustimmen, so wurde die zur Anwendung von Zwangsmaßnahmen berechtigte Bundesanstalt für Finanzdienstleistungsaufsicht (BaFin) tätig. Die BaFin konnte jedoch auch in Verdachtsfällen nicht eigenständig agieren, sondern war gesetzlich zur Einschaltung der DPR verpflichtet.
Die BaFin hatte der DPR im Februar 2019 wegen Ungereimtheiten in der Halbjahresbilanz 2018 des DAX-Unternehmens Wirecard einen Prüfauftrag erteilt. Die komplexe Prüfung habe lange gedauert, unter anderem weil über 16 Monate hinweg im Wesentlichen nur ein Mitarbeiter damit betraut gewesen sei. Durch die lange Prüfdauer war ein schnelles Eingreifen der staatlichen Organe unmöglich. Nach diesem Versagen im Skandal um betrügerische Bilanzen des insolventen Konzerns kündigte die Bundesregierung Ende Juni 2020 die Zusammenarbeit mit der DPR zum 31. Dezember 2021. In diesem Kontext wurde zum Jahreswechsel 2021 auch der Rücktritt des DPR-Präsidenten Edgar Ernst angekündigt.
Die DPR hatte 15 Mitarbeiter und ein Jahresbudget von 6 Millionen Euro im Jahr 2020.
Zum Jahresende stellte der Verein seine operative Arbeit ein.
Seit dem 1. Januar 2022 ist allein die BaFin für die Kontrolle von Bilanzen kapitalmarktorientierter Unternehmen verantwortlich. Das bis dahin geltende zweistufige Verfahren – mit der privatrechtlich organisierten DPR auf der ersten und der BaFin auf der zweiten Stufe – wurde mit dem Inkrafttreten des Finanzmarktintegritätsstärkungsgesetzes (FISG) in ein einstufiges Verfahren ohne die DPR übergeleitet. Anlassprüfungen und stichprobenartige Prüfungen werden seither ausschließlich durch die BaFin durchgeführt und nicht mehr zuerst durch die DPR.

## Aufgaben, Mitglieder und Struktur
Geprüft wurden die Jahresabschlüsse und Jahresberichte von Unternehmen, deren Wertpapiere im Sinne des § 2 Abs. 1 Satz 1 des Wertpapierhandelsgesetzes an einer inländischen Börse zum Handel im amtlichen oder geregelten Markt zugelassen waren.
Die Prüfstelle überprüfte, ob der zuletzt festgestellte Jahresabschluss und der zugehörige Lagebericht, oder der zuletzt gebilligte Konzernabschluss und der zugehörige Konzernlagebericht eines Unternehmens in vorstehendem Sinne gesetzlichen Vorschriften, einschließlich der Grundsätze ordnungsmäßiger Buchführung (GoB) oder den sonstigen Rechnungslegungsstandards (IFRS, Handelsgesetzbuch), entsprach.
Gesetzliche Grundlage für die Arbeit der DPR waren bis Ende 2021 die §§ 342b ff. HGB, die durch das Bilanzkontrollgesetz in das HGB eingefügt wurden und ab 21. Dezember 2004 in Kraft traten. Prüfungen durch eine anerkannte Prüfstelle im Sinne von § 342b Abs. 1 HGB fanden nach Art. 56 EGHGB ab dem 1. Juli 2005 statt.
Die Mitgliedschaft ist auf den Kreis von Berufs- und Interessenvertretungen von Rechnungslegern und Rechnungsleger-Nutzern beschränkt.

### Gründungsmitglieder
- Bundesverband der Deutschen Industrie
- Bundesverband der Deutschen Volksbanken und Raiffeisenbanken
- Bundesverband deutscher Banken
- Bundesverband Öffentlicher Banken Deutschlands
- Deutsche Schutzvereinigung für Wertpapierbesitz
- Deutscher Genossenschafts- und Raiffeisenverband
- Deutscher Gewerkschaftsbund
- Deutscher Industrie- und Handelskammertag
- Deutscher Sparkassen- und Giroverband
- Deutsches Aktieninstitut
- Deutsches Rechnungslegungs Standards Committee
- Gesamtverband der Deutschen Versicherungswirtschaft
- Institut der Wirtschaftsprüfer
- Schutzgemeinschaft der Kapitalanleger
- Wirtschaftsprüferkammer

### Später beigetretene Mitglieder
- Bundessteuerberaterkammer
- Deutsche Vereinigung für Finanzanalyse und Asset Management (DVFA)

### Funktionäre
Gründungspräsident war Eberhard Scheffler. Sein Amt wurde von Herbert Meyer, Finanzvorstand der Heidelberger Druckmaschinen AG übernommen. Nachfolger war seit 2011 der ehemalige Finanzvorstand der Deutschen Post AG, Edgar Ernst. Vorstandsvorsitzender des Trägervereins ist seit 2016 der frühere RWE-Finanzvorstand Rolf Pohlig; Gründungsvorsitzender und Pohligs Vorgänger war Werner Brandt, Finanzvorstand des Softwarekonzerns SAP.